# Wesley L. Jones
Wesley L. Jones (Bethany, 1863. október 9. – Seattle, 1932. november 19.) az Amerikai Egyesült Államok szenátora (Washington, 1909–1932).